# Brent Fisher
Brent Fisher (* 6. Juli 1983 in Christchurch) ist ein ehemaliger neuseeländischer Fußballspieler. 

## Vereinskarriere
Fisher begann seine Karriere bei den neuseeländischen Erstligisten Christchurch City und Canterbury United und wechselte 2002 in die australische National Soccer League zum Northern Spirit FC. Nach zwei Saisons, 29 Einsätzen und sechs Toren ging er kurz zu Manly United und wechselte schließlich in der Winterpause 2004/05 nach Deutschland zu Energie Cottbus in die 2. Bundesliga. Nach dem Weggang von Michael Thurk war Fisher eine Option, um die entstandene Stürmerlücke bei Energie zu füllen. Er konnte sich jedoch nicht durchsetzen und wurde in der ersten Mannschaft lediglich in zwei Ligapartien eingewechselt. Am 25. Spieltag beim Auswärtsspiel in Ahlen brachte ihn Trainer Petrik Sander in der 79. Minute, am 32. Spieltag in Burghausen kam er in der 90. Minute auf den Platz. Mit seinen 13 Minuten hatte er in der Saison die kürzeste Einsatzzeit aller eingesetzten Energiespieler. Trotz eines Vertrages bis 2006 verließ er Cottbus am Ende der Saison.
Er schloss sich kurzfristig dem norwegischen Verein IK Start an, kam hier jedoch nicht zum Einsatz. 2006 ging er zurück in seine Heimat zu Canterbury United.
Zwischen 2006 und 2009 spielte Fisher in der dritten schwedischen Liga für Bodens BK.
Ab 2009 war er wieder in Neuseeland. Nach einem kurzen Gastspiel für einen Amateurverein unterschrieb er im Oktober bei Waitakere City FC. Im Jahr 2010 wechselte er Green Gully SC nach Australien. 2015 beendete er bei den Port Melbourne Sharks seine Karriere.

## Nationalmannschaft
Brent Fisher spielte zwischen 2002 und 2006 zehnmal für die neuseeländische Fußballnationalmannschaft und erzielte dabei vier Treffer. Sein Debüt gab er im Oktober 2002 bei einem Freundschaftsspiel gegen Estland. In der Qualifikation zur WM 2006 bestritt Fisher alle fünf Spiele für Neuseeland und scheiterte mit der Mannschaft in der 2. Runde der Ozeanischen Zone.
Bereits 1999 nahm Fisher mit der U-17-Nationalmannschaft an der U-17 Weltmeisterschaft im eigenen Land teil. Nach drei Einsätzen, zwei Niederlagen und einem Sieg verpasste er mit der Mannschaft den Einzug ins Viertelfinale.